# Oroperipatus intermedius
Oroperipatus intermedius är en klomaskart som först beskrevs av Eugène Louis Bouvier 1901.  Oroperipatus intermedius ingår i släktet Oroperipatus och familjen Peripatidae. Inga underarter finns listade i Catalogue of Life.